# Warung Jaud
Warung Jaud is een bestuurslaag in het regentschap Serang van de provincie Banten, Indonesië. Warung Jaud telt 8690 inwoners (volkstelling 2010).